# Biomolekyle
Et biomolekyle er et molekyle, der forekommer naturligt i levende organismer. Biomolekyler består primært af kulstof og hydrogen samt kvælstof, ilt, fosfor og svovl. Andre grundstoffer er også nogle gange inkorporerede i biomolekylerne men er meget mindre forekomne.

## Forklaring
Alle kendte former for liv er udelukkende sammensat af biomolekyler. For eksempel består menneskers hår hovedsageligt af keratin, en proteinpolymer bygget af aminosyrer. Aminosyrer er nogle af de vigtigste byggesten brugt i naturen til at konstruere større molekyler. En anden type byggesten er nukleotiderne, som hver består af tre komponenter: entern en purin eller en pyrimidin, en pentose og en fosfatgruppe. Disse nukleotider danner primært nukleinsyrerne.
Udover de polymeriske biomolekyler dannes adskillige mindre organiske forbindelser i levende organismer.